# Cratere Balboa (Luna)
Balboa è un cratere lunare di 69,19 km situato nella parte nord-occidentale della faccia visibile della Luna.
Il cratere è dedicato all'esploratore spagnolo Vasco Núñez de Balboa.

## Crateri correlati
Alcuni crateri minori situati in prossimità di Balboa sono convenzionalmente identificati, sulle mappe lunari, attraverso una lettera associata al nome.
| Balboa | Coordinate            | Diametro (in km) |
| ------ | --------------------- | ---------------- |
| A      | 17°25′12″N 82°01′12″W | 46,66            |
| B      | 20°29′24″N 82°34′12″W | 54,25            |
| C      | 19°35′24″N 79°10′12″W | 26,09            |
| D      | 18°15′N 79°48′W       | 40,37            |